# Julien Clerc
Julien Clerk (Párizs 19. kerülete, 1947. október 4. –) francia énekes, dalszerző.

## Pályafutása
Clerc apja magas beosztású UNESCO-tisztviselő volt. Anyai nagyapja a Francia Antillák Guadeloupe szigetéről származott. Anyja őseihez hasonlóan antillainak tartja magát, szerinte a szigetek zenéje is formálta őt.
Clerc apja házában ismerkedett meg a klasszikus zenével, édesanyja pedig a francia sanzonokkal ismertette meg, elsősorban Georges Brassensszel és Édith Piafhal.
A szülők 1949-ben elváltak.
Apja második felesége csembalóművész volt, aki hatéves korától zongorázni tanította. Clerc tizenhárom évesen hallás után tucdott játszani. A Párizs melletti Sceaux-ban járt iskolába, ahol 1965-ben érettségizett. Ezután elkezdett angolul tanulni a Sorbonne-on.
1969-1974 között kapcsolatban állt France Gall énekesnővel. Később Miou-Miou színésznővel volt kapcsolata, akitől két lánya született. A következő házasságból − Virginie Coupérie-vel − pedig egy fiú és egy lány. A házasság válással végződött.
Clerc igazi karrierje 1968-ban kezdődött. Fellépett Salvatore Adamo-val és Gilbert Bécaud-val. Ugyanebben az évben lehetőséget kapott első kislemezének felvételére. A Roda-Gil által írt szövegek élénk visszhangot váltottak ki a párizsi fiatalok között, és Julien Clerc hamarosan az új  generáció zenei bálványává vált. A dalszövegek olykor talányos költészete, a bonyolult zenei fogalmazás és sok fiatal kortárs hippi megjelenése sokban meghatározta sikerét.
Clerc Claude Bukowski szerepét alakította a Hair című popmusical francia változatában.
1970-ben Clerc első önálló fellépését a párizsi Music Hall Olympiában tartotta.
1972-ben nyert először aranylemezt a Liberté égalitéért. Az 1970-es években minden albuma aranylemez lett. 1982-ben platinalemez szintet ért el a Femmes indiscrétion et blasphème című albuma.
1992-ig további négy platinalemeze volt. Az 1980-as években más zenei stílusokkal kísérletezett. Kedvenc szövegírójától, Roda-Giltől való átmeneti elszakadás után rövid idő után visszatért a sanzonokhoz. 1996 óta rendszeresen fellép Les Enfoirés-szel. 
Clerc az ENSZ Menekültügyi Főbiztosságának francia jószolgálati nagykövete. 2012-ben társszerzője volt annak a felhívásnak, hogy a házssságokban élő a homoszexuális párok örökbe fogadhassanak.
Az én generációm egésze, a trockisták vagy a maoisták, ma a gaullisták csak bosszantottak, ezért azt mondom magamban, hogy megelőztem a koromat.

## Albumok
- 1970: Julien Clerc
- 1970: Des jours entiers à t'aimer
- 1971: Julien Clerc
- 1971: Olympia 70
- 1971: Niagara
- 1972: Liberté, égalité, fraternité... ou la mort
- 1973: Ca fait pleurer le bon dieu
- 1974: Terre de France
- 1974: N°7
- 1976: A mon âge et à l'heure qu'il est
- 1978: Jaloux
- 1979: 36 Front populaire (comédie musicale)
- 1979: Emilie Jolie by Philippe Chatel
- 1980: Quand je joue
- 1980: Sans entracte
- 1982: Femmes, indiscrétion, blasphème
- 1984: Aime-moi
- 1987: Les aventures à l'eau
- 1990: Fais-moi une place
- 1992: Utile
- 1994: Julien
- 2000: Si j'étais elle
- 2003: Studio
- 2005: Double enfance
- 2008: Où s'en vont les avions?
- 2009: Tour 09 (élő)
- 2011: Fou, Peut-être
- 2011: Hôtel des Caravelles (kislemez)
- 2012: Le temps d'aimee (kislemez)
- 2012: Symphonique − À l'Opéra national de Paris − Palais Garnier (élő)
- 2014: Partout la musique vient
- 2014: On ne se méfie jamais assez (kislemez)
- 2016: Entre elle et moi (kislemez)
- 2016: Fans, je vous aime (kislemez)
- 2017: À nos amours
- 2021: Terrien
- 2021: Les Jours Heureux

## Filmek
- Julien Clerc az IMDb-n

## Fordítás
Ez a szócikk részben vagy egészben  a   Julien Clerc című német Wikipédia-szócikk ezen változatának fordításán alapul.  Az eredeti cikk szerkesztőit annak laptörténete sorolja fel. Ez a jelzés csupán a megfogalmazás eredetét és a szerzői jogokat jelzi, nem szolgál a cikkben szereplő információk forrásmegjelöléseként.